# Дженап Шахабеттин
Дженап Шахабеттин или Дженаб Шахабеддин (на турски: Cenap Şahabettin) е турски поет символист от първата половина на XX век.

## Биография
Дженап Шахабеттин е роден на 2 април 1871 година в Битоля, тогава в Османската империя, днес в Северна Македония). Син е на майор Осман Шахабеттин бей, убит в Руско-турската война от 1877 - 1878 година. След смъртта на баща му семейството на Дженап се мести в Цариград. Учи първоначално в Мектеб-и Фейзийе, частно училище на евреи дьонме. След това се записва в Аксери рушидие (средно военно училище) в Еюп, а след разрушаването му се прехвърля в Гюлхане рушдие, което завършва в 1880 година. Учи две години в Аскери тибие (военно-медицинско училище). След две години се записва в петия клас на Аскер Тиббие (военното медицинско училище), където завършва през 1889 година като лекар с чин капитан. Изпратен е в Париж в началото на 1890 година за специализация по дерматология. След четири години се завръща в Цариград и започва работа като лекар в болницата „Хайдарпаша“. Иска преместване извън Цариград, тъй като смята, че го следят. Изпратен е в Мерсин и на Родос, където работи за карантинния департамент. Посещава Джеда като медицински инспектор през 1896 година.
Дженап започва литературната си кариера под първоначалното влияние на класическите поети Мустафа Асим ефенди и Муалим Наджи. Първото му стихотворение - газал, е публикувано във вестник, когато Дженап е на 14. Още няколко години той продължава да пише газали - незначителни стихотворения, имитиращи стила на други поети. По-късно Дженап се доближава до стила на Екрем и Хамид. Той публикува първата си стихосбирка „Брътвежи“ (Tamat) в 1886 година. Поетичният му стил се променя, докато учи медицина в Париж и става по-образен. Новите му стихотворения стват като снимки и приятелите му смятат, че новите му стихове са преводи от френска литература. Дженап става част от движението Нова литература (Edebiyat-ı Cedide). След като публикува няколко оригинални стихотворения в различни списания, Тевфик Фикрет го кани в „Сервет-и Фюнун“, флагмана на Нова литература и Дженап със своя имагизъм постепенно става един от най-големите поети на движението.
Покрай стиховете Дженап пише литературни есета, а след Младотурската революция в 1908 година се мести в Цариград и започна да пише и за политика. Описва впечатленията си от посещенията си в Европа и Сирия по време на Първата световна война. Той продължи да пише политика и по време на Гръцко-турската война като се изказва против съпротивата срещу окупационните сили. След победаната на националистическите сили е помилван от Мустафа Кемал, но обществеността така и не му прощава противопоставянето на националната борба в Анадола и след основаването на Турската република, Дженап избягва публични прояви. Хвали реформите на Мустафа Кемали и се опита да пише в по-изчистен стил, след като участва в Езиковия конгрес през 1932 година.
Умира на 13 февруари 1934 година в Цариград.